# Kozármisleny
Kozármisleny (németül: Mischlen, horvátul: Mišljen) kisváros Baranya vármegyében, a Pécsi járásban. 1928-ban jött létre Kiskozár és Misleny települések egyesítésével. 2007-ben nyilvánították várossá. 1445 hektáros kiterjedésével a megye legkisebb közigazgatási területű városa.

## Fekvése
Közvetlenül Pécs közelében, tőle dél-délkeletre, a Baranyai-dombság vidékén helyezkedik el. Szomszédos községek: északkeleten Nagykozár, keleten Magyarsarlós, délen Szemely és Egerág, délnyugaton Pécsudvard. Földrajzi értelemben néhány kilométerre található a Mecsek hegység déli lábától.

### Megközelítése
Legfontosabb közúti megközelítési útvonala a Mohácsot Péccsel összekötő 57-es főút, mely a belterületének északi szélén halad el, ez köti össze mindkét végponti várossal. Az ország távolabbi részei felől a 6-os főúton, majd arról Pécs keleti határszélén (a 192-es kilométer után) az 578-as főútra letérve, végül pedig az üszögpusztai körforgalomnál az 5617-es útra fordulva érhető el.
Központján, annak főutcájaként az 5711-es út vezet végig, mely az 57-es főúttól húzódik egészen Siklós városáig. Pécsudvarddal az 5716-os út köti össze.

## Története

### A török hódoltság előtt
A város történetének kezdete a régmúltba nyúlik. Az első régészeti lelet a bronzkor korai szakaszából, i. e. 1900-i. e. 1800 körül a Somogyvár-Vinkovci kultúra népétől bukkant elő. A rómaiak is számos emléket hagytak maguk után… (Jelenleg a Pécsi Várostörténeti Múzeumban látható)
A 6–9. század között itt élt avarok is hagytak maguk után emléket. A honfoglalást követő időszakból a 10–11. század korából több sírt tártak fel. A környék jelentős szerepet játszott Baranya vármegye kialakulásában. A területen két jelentősebb várispánságról tudunk, középpontjukban egy-egy földvárral, élükön az ispánnal. A koaszti várispánság többször volt átvonuló hadak szálláshelye és a hagyomány szerint többször láthatta a magyar királyt fényes kíséretével.
Újságcikk 1934 decemberéből a Pécsi Naplóból:
„Olvasóink közül bizonyára többen vannak, akik nem tudják, hogy városunk tőszomszédságában s Pécshez alig 9 kilométernyire levő Misleny községben 1038-ban várispánság volt. A várispán neve Koard (Koaszt) volt az akkori nyelven, lehetséges, hogy ma Kard-nak neveznénk.”
A középkor idején a Koaszt várispánság Kiskozár határában állt, amelyet II. Endre (udvardi) Farkas ispánnak adott.
Kiskozár és Misleny falvak a történelmi korokban fontos szerepet játszottak. Kozár temploma miatt jelentős helynek számított a 14. század első felében. Neve 1332 és 1335 között Kosar alakban bukkan fel a pápai tized-összeírásokban. A 15. században Kiskozár a pécsi püspöké, Misleny pedig ennek részbirtoka lett. Nevüket az utolsó török előtti, 1542-ben keletkezett összeírásban Kiskozárt Kyskozarnak írják.

### A török hódoltság korszaka
Kiskozár és Misleny is lakott helység volt a török hódoltság alatt, magyarok és katolikus délszlávok laktak itt. Üszög viszont elnéptelenedett. Ugyan lakatlan volt még a 17. század első felében is, de a század második felében urasági kastély épült itt, és körülötte kis majorság alakult ki.

### 18–19. század
A török uralom megszűnésekor Kiskozár az ide tartozó Üszögpusztával együtt (mely akkor uradalmi főhely volt), az üszögi uradalom tartozéka lett, és azt érdeme jutalmául Sonchez császári tábornok nyerte el. Leánya révén gróf Pálffy Lipót is birtokolta, akitől a Batthyány grófoké lett. Misleny földesurai a 18. században szintén gróf Batthyányiak voltak.
1760-ban Kiskozárba németek érkeztek, és a 19. század elejére a falu német többségűvé vált. Ugyanakkor Misleny a Rákóczi-szabadságharc után egynemzetiségűvé lett, lakói ettől kezdve magyarok, mindössze a század második felében költözött ide kevés németajkú.

### 20. század
A Kiskozár helynév kis előtagja a szomszédos Nagykozár miatt megkülönböztető szerepű. A Kozár helynév a kabarokkal, a magyarsághoz csatlakozó kazár néptöredék itt letelepített csoportjára emlékeztet. A Misleny helynév szerb-horvát eredetű személynévből keletkezett.
Kiskozár és Misleny falvakat 1928. szeptember 6-án előbb Kiskozár, majd Kozármisleny néven egyesítették. A községben ekkor 320 lakóház volt. Közoktatási intézményei: egy községi és egy magán elemi népiskola. Hosszú évek teltek el, mire az úgynevezett Újtelep összeépült az öreg faluval. Az egykori Malom-árokban, a Csatornán valamikor több malom működött.
A második világháborúban Kozármisleny község 1944. november 28-án került a szovjetek kezére.
1945-ben avatták fel Kozármisleny- Újhegy új iskoláját és 1952-ben kapott Kozármisleny autóbusz járatot.
A település gyors fejlődése az 1960-as évek második felében indult meg. Az 1970-es években Pécs új kertes, családi házas peremtelepülésének tekintették. Baranya megyében egyedülálló népességnövekedés napjainkban is tart. Ennek fő oka a Pécsiek kiköltözése a lakótelepi, sűrű népességű környezetből csendesebb, családi házas, kiskertes övezetbe.
Kozármisleny 2007. július 1-jei hatállyal lett város.

## Közélete

### Polgármesterei
- 1990–1994: Ferenc Miklós (független)[7]
- 1994–1998: Ferenc Miklós (független)[8]
- 1998–2002: Völgyesi Gyula (független)[9]
- 2002–2006: Völgyesi Gyula (független)[10]
- 2006–2010: Völgyesi Gyula (független)[11]
- 2010–2014: Völgyesi Gyula (független)[12]
- 2014–2019: Dr. Biró Károly (független)[13]
- 2019–2024: Dr. Biró Károly (független)[14]
- 2024– : Pohl Marietta (független)[1]

### Országgyűlési képviselői
- 1990–1994: dr. Andrásfalvy Bertalan (MDF)
- 1994–1998: dr. Lusztig Péter (MSZP)
- 1998–2002: dr. Mikes Éva (Fidesz)
- 2002–2006: dr. Kékes Ferenc (MSZP)
- 2006–2010: Bókay Endre (MSZP)
- 2010–2014: dr. Hoppál Péter (Fidesz-KDNP)
- 2014–2018: dr. Hoppál Péter (Fidesz-KDNP)
- 2018–2022: dr. Hoppál Péter (Fidesz-KDNP)
- 2022-től: dr. Hoppál Péter (Fidesz-KDNP)

## Népesség
A település népességének változása:
| Lakosok száma | 622  | 947  | 941  | 886  | 1185 | 2948 | 5998 | 6017 | 6545 | 6750 |
|               | 1785 | 1890 | 1910 | 1941 | 1960 | 1990 | 2011 | 2015 | 2021 | 2024 |

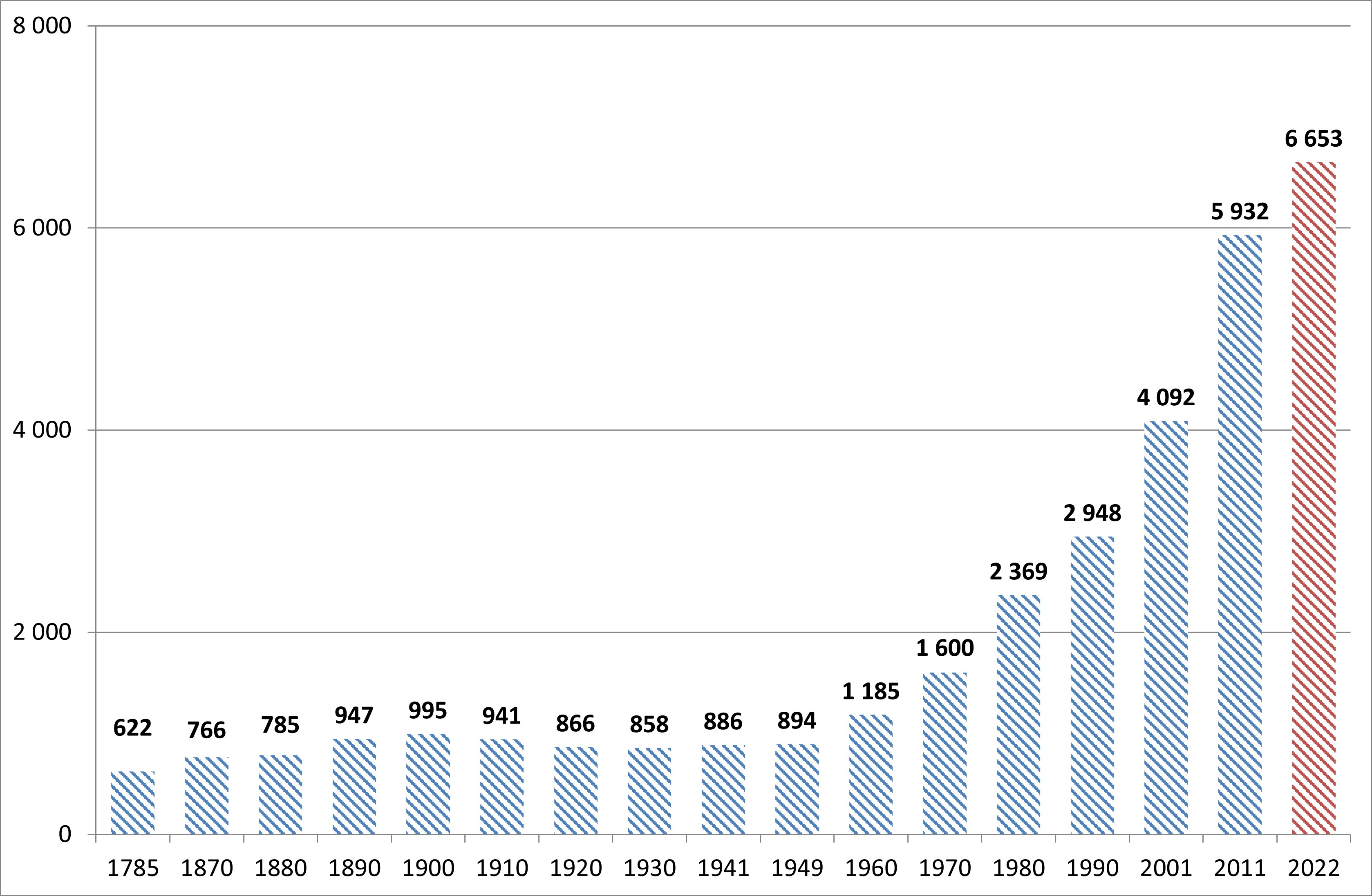
A város területén élő lakosság számának változása a népszámlálások tükrében

A 2011-es népszámlálás során a lakosok 86,7%-a magyarnak, 1,1% cigánynak, 1,9% horvátnak, 5,9% németnek, 0,3% románnak, 0,2% szerbnek mondta magát (13% nem nyilatkozott; a kettős identitások miatt a végösszeg nagyobb lehet 100%-nál). A vallási megoszlás a következő volt: római katolikus 40,6%, református 4,9%, evangélikus 1,3%, görögkatolikus 0,5%, felekezeten kívüli 22,4% (29,4% nem nyilatkozott).
2022-ben a lakosság 90,2%-a vallotta magát magyarnak, 4,6% németnek, 1,9% horvátnak, 0,9% cigánynak, 0,1-0,1% lengyelnek, szlováknak, szerbnek és románnak, 3,7% egyéb, nem hazai nemzetiségűnek (9,2% nem nyilatkozott; a kettős identitások miatt a végösszeg nagyobb lehet 100%-nál). Vallásuk szerint 32,5% volt római katolikus, 5,7% református, 1,5% evangélikus, 0,3% görög katolikus, 1,5% egyéb keresztény, 0,5% egyéb katolikus, 18% felekezeten kívüli (39,7% nem válaszolt).

## Templomok

### Katolikus templomok

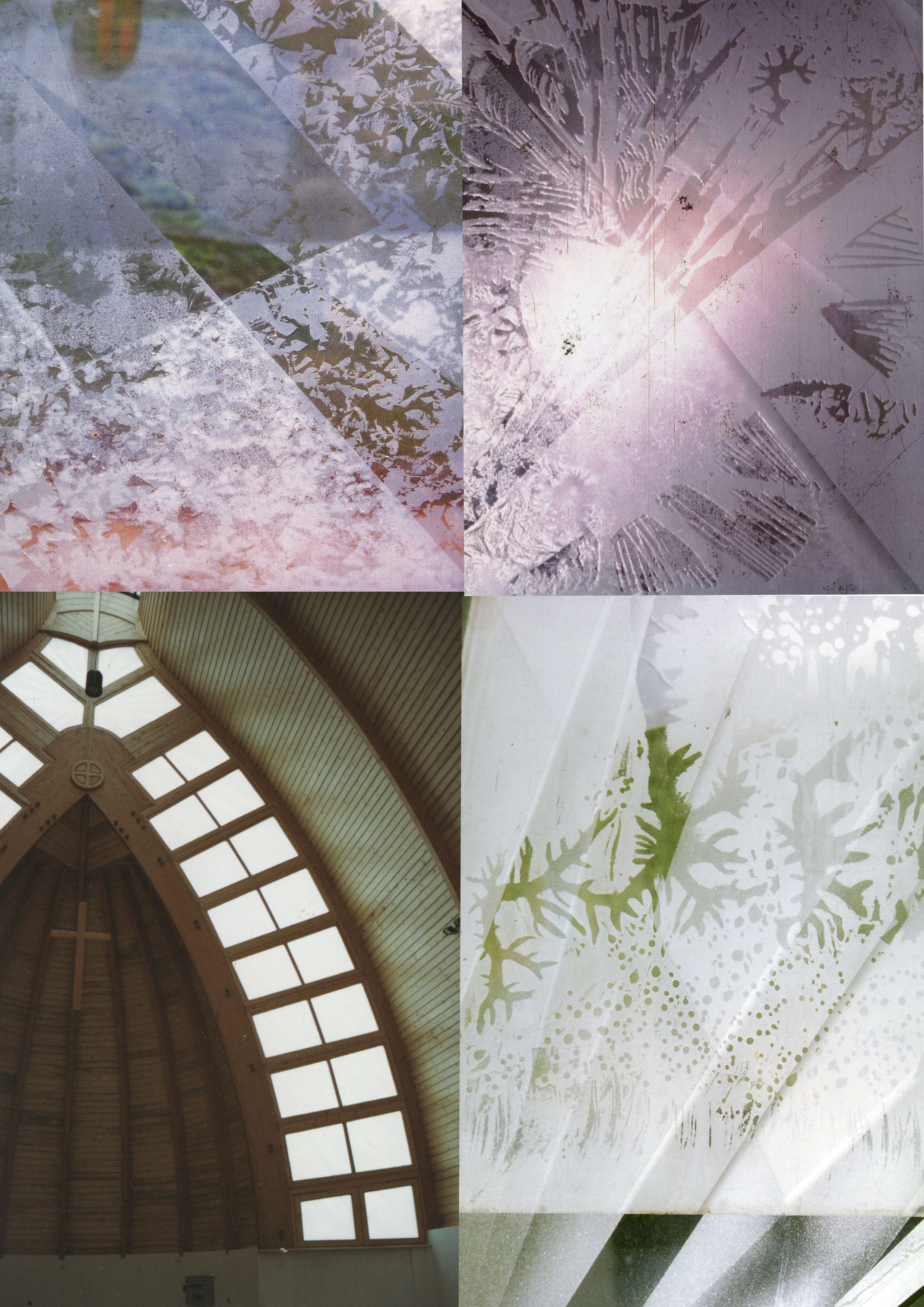
Assisi Szent Ferenc Betegápoló Nővéreinek temploma, üveg diadalív, 1996

1945-ben alakult a településen katolikus lelkészség, melyből 1977-ben plébánia lett. A község egyházi anyakönyveit 1950-től vezetik és őrzik itt, előtte egyházi anyakönyv-vezetési szempontból Egerághoz tartozott.
Az 1950-től már lelkipásztorral rendelkező plébánia udvarán épült meg Kozármisleny plébániatemploma. A templom diadalívének monumentális ablakait Szilágyi András üvegművész készítette.
Az új templom a Flüel-i Szent Miklós római katolikus templom elnevezéssel szentelték föl, amit tábla is hirdet. Sajnos hibás a név, ugyanis a szent neve Flüei Szent Miklós.

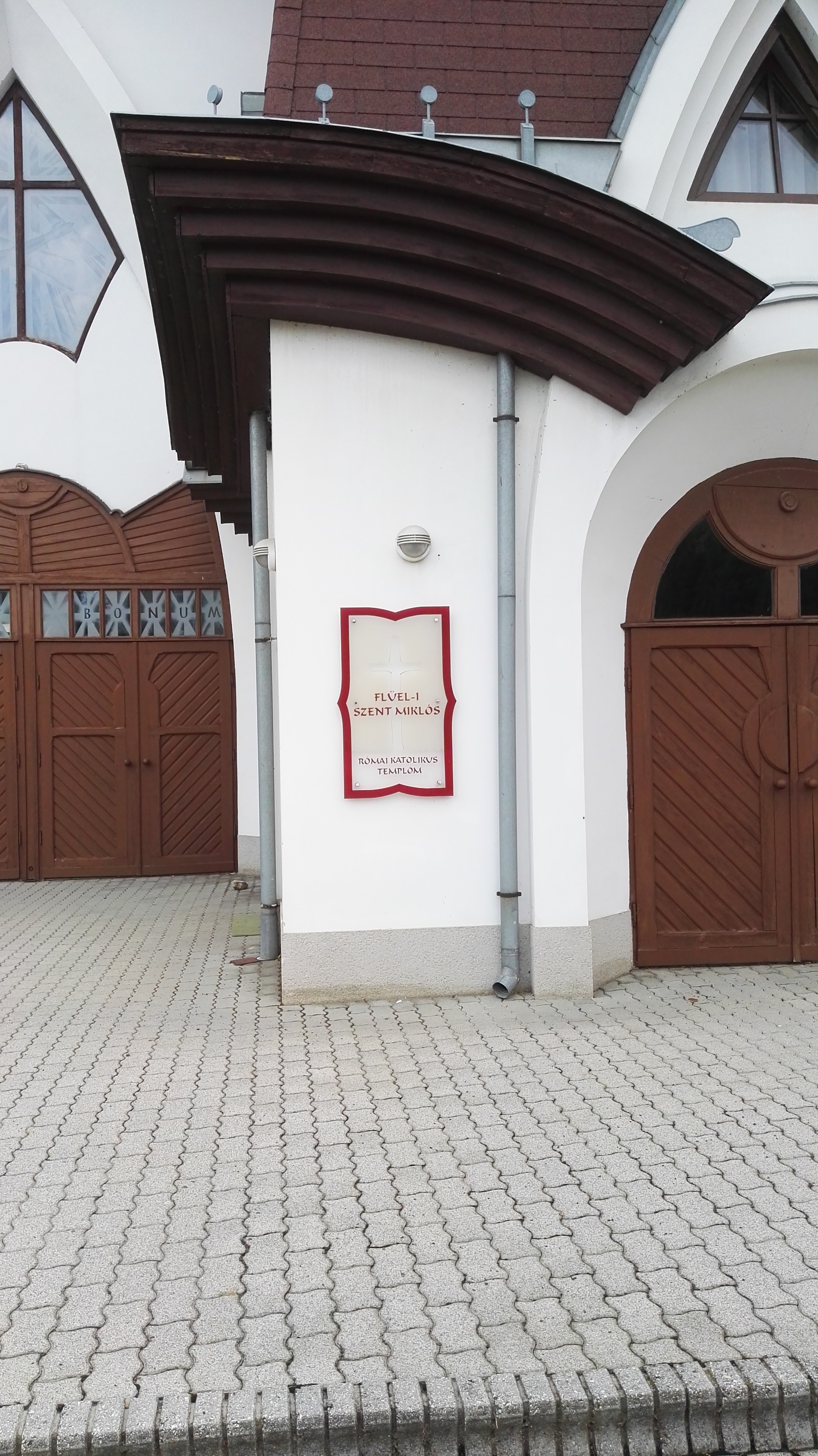
Flüe-i Szent Miklós templom hibás táblája

### Református templom
2004-ben kezdődtek a református templom építési munkálatai, elkészültéhez a külföldi és helyi hívek adományai mellett, a jótékonysági estek bevételei és a társadalmi munka is hozzájárult. 2006. május 27-én az új templom felszentelésre került. 2006 karácsonyakor szólal meg a toronyban a két harang.

## Civil szervezetek
- Kozármislenyi Református Templom- Építési Alapítvány
- Assisi Szent Ferenc Betegápoló Nővérei
- Élet- Esély Autistákat Segítő Egyesület
- Diabelli Művészeti és Oktatási Alapítvány
- Családok Kulturális és Szabadidősport Közhasznú Egyesülete
- Józsa Gergely Néptánc Egyesület
- Kozármislenyi Német Nemzetiségi Egyesület
- Kozármislenyi Nyugdíjasok Egymásért Egyesület
- Naši Ljudi Horvát Nemzetiségi Egyesület[17]
- Veterán Autók- és Motorbarátok Egyesülete
- Tornádó Tánc és Sport Egyesület
- Petőfi Horgász Sport Egyesület
- Piruett Sport Egyesület
- Kozármisleny Sportegyesület
- Szigeti Oktávia Táncművészetért Alapítvány
- Rotary Club Kozármisleny Egyesület
- Kozármislenyi Polgárőr Egyesület
- T-FITT Sport Egyesület
- Kozármislenyi Német Nemzetiségi és Művészetkedvelők Egyesülete

## Sportélete

### A sportcsarnok
A sportcsarnok a „Sport XXI program” keretében valósult meg és 2007. január 31-re, mintegy nyolc hónap alatt készült el az épület. Az épület 600 fő befogadására alkalmas a küzdőtér minden labdajáték esetében rendelkezik nemzetközi minősítéssel.

## Testvértelepülései
- Kopács, Horvátország
- Marosújvár, Románia
- Orimattila, Finnország (2010. szeptember 4. óta)[18]
- Pag, Horvátország (2018. május 17. óta)[17]
- Sezze, Olaszország
- Várda, Magyarország